# الظل (علم النفس)

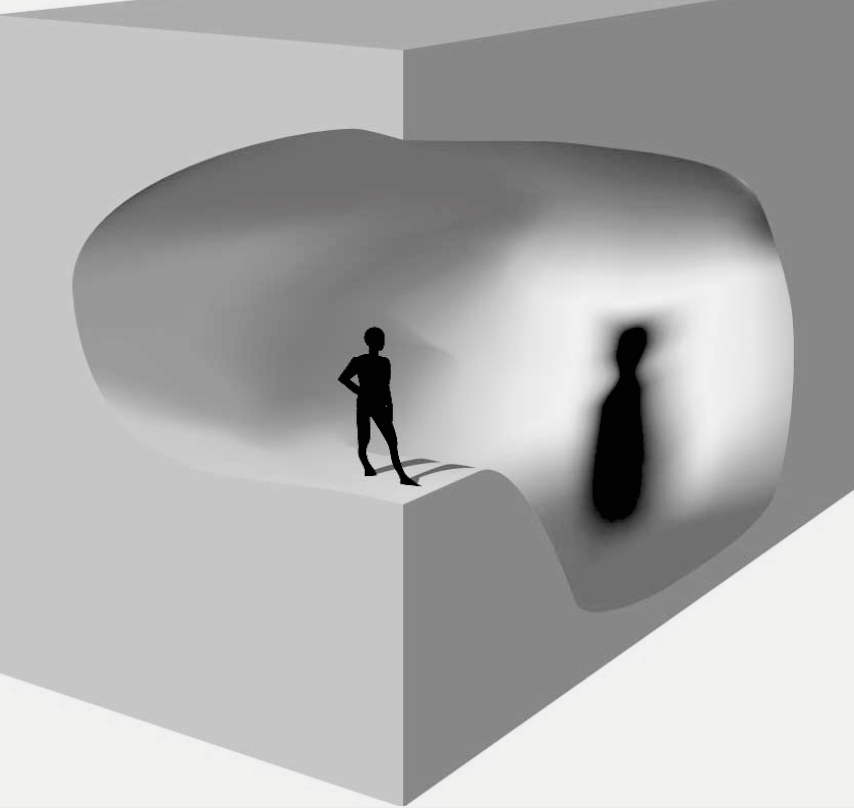
صورة ظلية لامرأة في كهف تنظر إلى ظلها.

في علم النفس التحليلي، الظل (المعروف أيضًا باسم عقدة اللاإنسجام مع الأنا، أو الهوية المكبوتة، أو جانب الظل، أو نمط الظل) هو جانب غير واعي من الشخصية لا يتوافق مع الأنا المثالية، مما يؤدي إلى مقاومة الأنا وإسقاط الظل، وهذا يؤدي إلى الصراع معها. باختصار، الظل هو النقطة العاطفية العمياء للذات - الجزء الذي لا تريد الأنا الاعتراف به - والذي يُعْرَض كنماذج أولية - أو، في مجمعات الصور الحسية المجازية، متجسدة داخل العقل الباطن الجماعي؛ على سبيل المثال، حالة المحتال.